# 熱帶風暴森拉克 (2014年)
熱帶風暴森拉克（英語：Tropical Storm Sinlaku，國際編號：1421，聯合颱風警報中心：WP212014，菲律賓大氣地球物理和天文管理局：Queenie）為2014年太平洋颱風季第二十一個被命名的風暴。「森拉克」一名是由密克羅尼西亞提供，是密克羅尼西亞科斯雷（Kosrae）傳說中的女神。

## 發展過程
2014年11月23日，一個低壓區在關島西南方海面上生成，美國海軍研究實驗室給予擾動編號93W。
11月25日下午2時，聯合颱風警報中心對其在24小時內形成為熱帶氣旋的機會給予「LOW」的評級。同時，日本氣象廳將其評為低壓區。
11月26日下午1時，聯合颱風警報中心對其發佈熱帶氣旋形成警報，並對其評級提升為「HIGH」。下午2時，日本氣象廳將其升格為熱帶低氣壓。同時，聯合颱風警報中心將其升格為熱帶低氣壓，並給予編號21W。下午4時30分，該熱帶低氣壓於菲律賓南蘇里高省巴亞巴斯沿海登陸。下午8時，日本氣象廳對其發出烈風警報。
11月27日上午1時，該熱帶低氣壓於菲律賓保和省哈格納沿海登陸。上午2時，中央氣象台將其升格為熱帶低壓。香港天文台在未有事先表示「一個熱帶低氣壓似乎在形成中」的情況下，於上午4時將其升格為熱帶低氣壓。上午6時，該熱帶低氣壓於菲律賓宿霧省阿爾高沿海登陸。上午7時30分，該熱帶低氣壓於菲律賓東內格羅省希馬拉盧沿海登陸。下午10時30分，該熱帶低氣壓於菲律賓巴拉望省泰泰沿海登陸。
11月28日上午8時，日本氣象廳將其升格為熱帶風暴，並命名為森拉克。同時，中央氣象台和聯合颱風警報中心將其升格為熱帶風暴。中央氣象局亦將其升格為輕度颱風。上午10時，香港天文台將其升格為熱帶風暴。
11月29日上午8時，中央氣象台將其升格為強熱帶風暴。正午12時，香港天文台將其升格為強烈熱帶風暴。下午5時，日本氣象廳將其升格為強烈熱帶風暴。下午11時，森拉克於越南富安省虬江市社沿海登陸。
11月30日上午2時，日本氣象廳將其降格為熱帶風暴。同時，聯合颱風警報中心對其發出最後的警報。上午3時，香港天文台將其降格為熱帶風暴。上午5時，中央氣象台將其降格為熱帶風暴。上午11時，中央氣象台將其降格為熱帶低壓。下午2時，日本氣象廳將其降格為熱帶低氣壓。同時，中央氣象台對其停止編號。下午4時，香港天文台將其降格為熱帶低氣壓。下午8時，日本氣象廳將其降格為低壓區。下午10時，香港天文台將其降格為低壓區。

### 事後調整
其後，於日本氣象廳所發佈的最佳路徑中，日本氣象廳把森拉克的強度向下修訂為熱帶風暴，接近中心最高持續風速下調為45節。

## 影響

### 菲律賓
當地發出之最高熱帶氣旋警告信號：一號風暴信號
11月26日上午7時30分，菲律賓大氣地球物理和天文管理局將已進入責任範圍的森拉克命名為Queenie，升格為熱帶低氣壓並發佈第一報熱帶氣旋資訊。下午3時50分，菲律賓大氣地球物理和天文管理局發出一號風暴信號。
11月28日下午4時30分，菲律賓大氣地球物理和天文管理局解除一號風暴信號。下午7時，菲律賓大氣地球物理和天文管理局對其發佈最後一報熱帶氣旋資訊。

### 中国大陆
當地發出之最高熱帶氣旋警告信號： 颱風藍色預警信號
11月28日上午10時，中央氣象台發佈颱風藍色預警信號。
11月30日上午6時，中央氣象台解除颱風預警信號。

#### 海南
11月28日上午10時，海南省氣象台發放颱風四級應急響應。
11月29日下午10時，海南省氣象台解除颱風四級應急響應。

### 越南
中央水文氣象預報中心在27日上午8時（當地時間上午7時）把森垃克升格熱帶低氣壓並發布消息。28日上午8時升格為熱帶風暴，並預料森垃克將於29日下午於富安省至慶和省沿岸登陸。28日下午11時，森垃克風速增強至每小時83公里，隨後維持強度至29日下午。29日下午5時，中央水文氣象預報中心指森垃克在即將登陸前風速減弱至每小時70公里，並在下午11時以風速每小時65公里在平定省至富安省附近登陸。30日上午8時對森垃克發出最後警告。
災情方面，初步指未有傷亡。有數十家房屋損毀，數百棵樹木倒塌，堵塞部份馬路。大雨淹浸道路，約210公頃農作物被淹浸。

## 熱帶氣旋信號使用記錄

### 菲律賓
| 菲律賓大氣地球物理和天文管理局 風暴信號 | 菲律賓大氣地球物理和天文管理局 風暴信號 | 菲律賓大氣地球物理和天文管理局 風暴信號 |
| --------------------------------------- | --------------------------------------- | --------------------------------------- |
| 上一熱帶氣旋                            | 一號風暴信號                            | 下一熱帶氣旋                            |
| 熱帶風暴鳳凰                            | 一號風暴信號                            | 颱風黑格比                              |

### 中国大陆
| 中國國家氣象中心 颱風預警信號 | 中國國家氣象中心 颱風預警信號 | 中國國家氣象中心 颱風預警信號 |
| ----------------------------- | ----------------------------- | ----------------------------- |
| 上一熱帶氣旋                  | 颱風藍色預警信號              | 下一熱帶氣旋                  |
| 超強颱風黃蜂                  | 颱風藍色預警信號              | 超強颱風黑格比                |

## 外部連結
- （日語）日本氣象廳首頁 （页面存档备份，存于）
- （英文）聯合颱風警報中心首頁 （页面存档备份，存于）
- （简体中文）中央氣象台首頁
- （繁體中文）中央氣象局首頁 （页面存档备份，存于）
- （繁體中文）香港天文台首頁 （页面存档备份，存于）
- （繁體中文）澳門地球物理暨氣象局首頁 （页面存档备份，存于）
- （英文）菲律賓大氣地球物理和天文管理局首頁 （页面存档备份，存于）
- （越南文）中央水文氣象預報中心首頁 （页面存档备份，存于）